# Huygens űrszonda
A Huygens volt az első űrszonda, amely leszállt a Szaturnusz Titán holdjának felszínére. A Huygenst az ESA építette, és az amerikai Cassini űrszondával juttatták el a Szaturnuszhoz. Nevét Christiaan Huygens holland csillagászról kapta.

## Küldetés

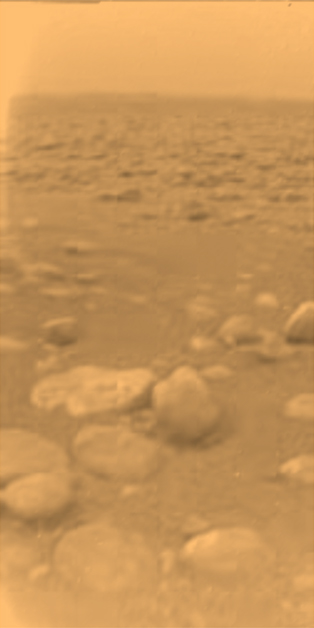
Huygens surface color

A Cassini űrszondát a Huygensszel együtt 1997. október 15-én indították Titan-4 hordozórakétával a floridai Cape Canaveralból. A két szonda 2004 nyarán érkezett meg a Szaturnuszhoz. 2004. december 25-én a Huygens levált az anyaszondáról, és 21 napos szabad repülés után 2005. január 14-én szállt le a Titánon a Xanadu (Titan) terület közelében. Elérte a felszínt is, bár a tervezés során a folyékony felszínre ("tengerre") érkezést is figyelembe vették. Annak ellenére, hogy hivatalosan nem leszállóegységnek tervezték, a felszín elérését követően még 90 percen keresztül küldött adatokat. Több mint 700 felvételt készített a légköri ereszkedés közben és a felszínen.

## Műszerek
- Huygens Atmospheric Structure Instrument (HASI): ez a műszer egy sor szenzort tartalmazott, amelyek mérték a Titán atmoszférájának a fizikai és elektromos tulajdonságait. Az gyorsulásérzékelők mérték a gyorsulást mindhárom tengely mentén, az ereszkedés során. A szonda már ismert aerodinamikai tulajdonságai alapján határozták meg a légkör sűrűségét. A HASI alrendszerben volt még egy mikrofon, amely regisztrálta az ereszkedés és a landolás közbeni hangokat. Korábban csak a Venyera–13 végzett ilyen kísérletet.
- Doppler Wind Experiment (DWE): mérte a szonda rádiójeleiben fellépő Doppler-eltolódást, amelynek alapján tudni lehet bármilyen elmozdulásról.

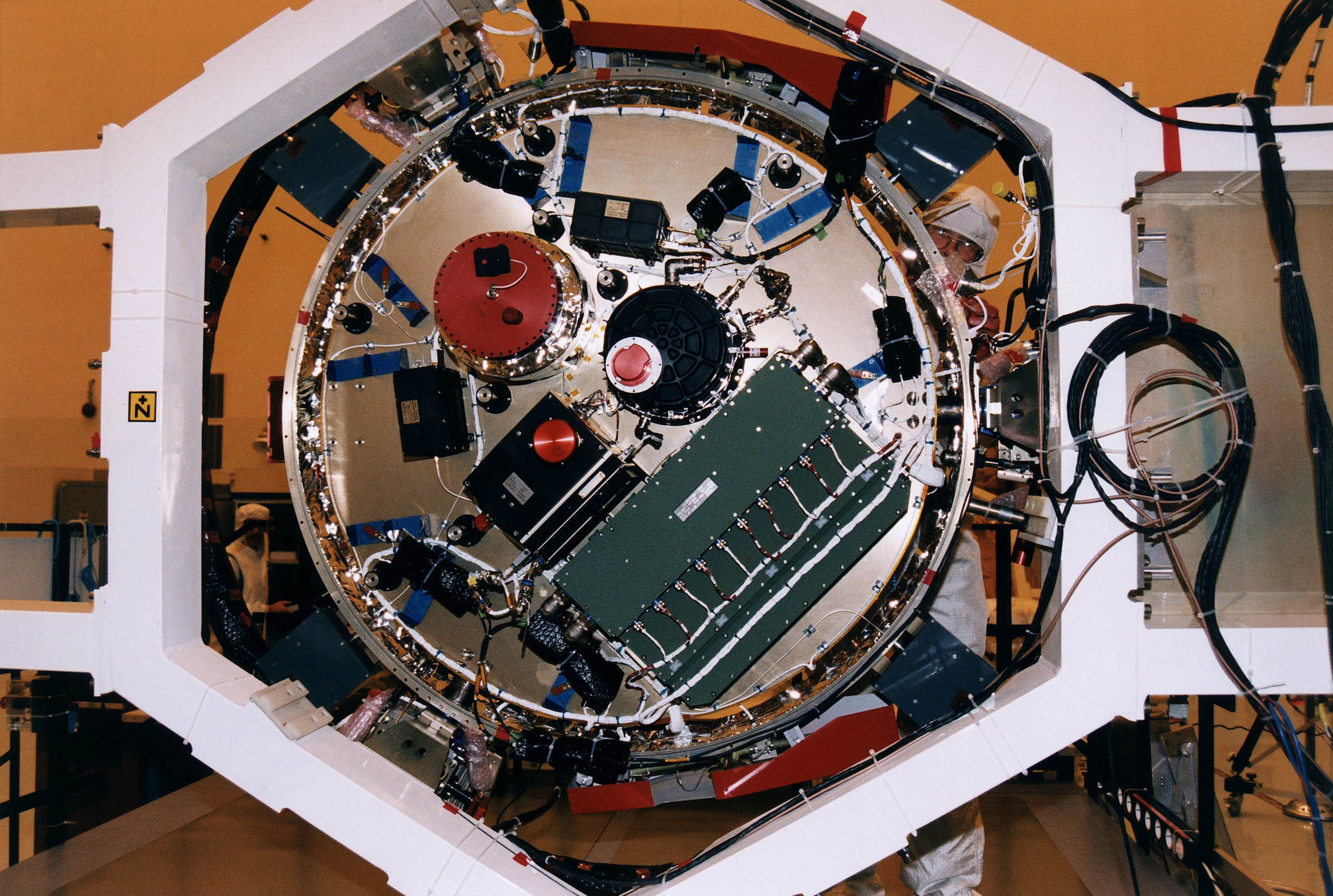
A Huygens műszeres platformja

- Descent Imager/Spectral Radiometer (DISR): több szenzorral és látómezővel végzett megfigyeléseket. A Titán vastag légkörének sugárzási egyensúlyát mérte. A napszenzorok a Nap körüli fényintenzitást mérték a légkörön keresztül. Ez alapján ki lehetett számolni a légköri részecskék méretét és számsűrűségét. Két képalkotó (egy optikai és egy infravörös) az ereszkedés utolsó részén figyelte a felszínt. Ahogy a szonda forog, mozaikképet csináltak a landolás helyéről. Volt egy oldal irányú képalkotó a horizont fényképezésére. A spektrális mérésekhez a landolás előtt egy lámpa világítja meg a felszínt, amely kiegészíti a Nap gyenge fényét.
- Gas Chromatograph Mass Spectrometer (GCMS): ez egy sokoldalú kémiai gázanalizátor a Titán atmoszférájában lévő kémiai elemek meghatározásához. Egy tömegspektrométert és egy gázkromatográfot tartalmazott.
- Aerosol Collector and Pyrolyser (ACP): szűrők segítségével mintákat gyűjtött a légköri aeroszol részecskékből, majd a mintákat felmelegítette, hogy az illóanyagok elpárologjanak, a szerves anyagok pedig felbomoljanak. A mintát ezután a GCMS műszerhez küldte egy vezetéken keresztül, amely elvégezte a vizsgálatokat.
- Surface-Science Package (SSP): egy sor szenzort tartalmazott a Titán felszíni tulajdonságainak meghatározásához. Egy akusztikus szondázó az ereszkedés utolsó 100 méterében folyamatosan mérte a szonda és a felszín közötti távolságot, az ereszkedés ütemét és a felszín durvaságát.

## Külső hivatkozások
- ESA Cassini-Huygens
- NASA Cassini
- Vincent Icke: Christiaan Huygens. Jövő a múltban. Typotex Kiadó, 2007. ISBN 963-9664-34-0